# Lijst van gemeentelijke monumenten in Houten (gemeente)
De gemeente Houten kent 435 gemeentelijke monumenten, hieronder een overzicht. Zie ook de rijksmonumenten in Houten.

## 't Goy
De plaats 't Goy kent 35 gemeentelijke monumenten, zie de Lijst van gemeentelijke monumenten in 't Goy

## Houten
De plaats Houten  kent 166 gemeentelijke monumenten, zie de Lijst van gemeentelijke monumenten in Houten (plaats)

## Schalkwijk
De plaats Schalkwijk kent 183 gemeentelijke monumenten, zie de Lijst van gemeentelijke monumenten in Schalkwijk

## Tull en 't Waal
De plaats Tull en 't Waal kent 50 gemeentelijke monumenten, zie de Lijst van gemeentelijke monumenten in Tull en 't Waal

't Goy  ·
Houten ·
Schalkwijk ·
Tull en 't Waal